# Benthamiella azorella
Benthamiella azorella là loài thực vật có hoa trong họ Cà. Loài này được (Skottsb.) C.Soriano mô tả khoa học đầu tiên năm 1948.